# Episodi di Pacific Rim - La zona oscura (prima stagione)
La prima stagione della serie animata anime Pacific Rim - La zona oscura, composta da 7 episodi, è stata interamente pubblicata sul servizio di streaming on demand Netflix il 4 marzo 2021 in tutti i paesi in cui io servizio è disponibile.
| nº (assoluto) | nº (stagione) | Titolo originale | Titolo italiano | Pubblicazione |
| ------------- | ------------- | ---------------- | --------------- | ------------- |
| 01            | 01            | From the Shadows | Dalle ombre     | 4 marzo 2021  |
| 02            | 02            | Into the Black   | Nell'oscurità   | 4 marzo 2021  |
| 03            | 03            | Bogan            | Bogan           | 4 marzo 2021  |
| 04            | 04            | Up and Running   | In funzione     | 4 marzo 2021  |
| 05            | 05            | Escaping Bogan   | Fuga da Bogan   | 4 marzo 2021  |
| 06            | 06            | Boneyard         | Cimitero        | 4 marzo 2021  |
| 07            | 07            | Showdown         | Resa dei conti  | 4 marzo 2021  |

## Dalle ombre
- Titolo originale: From the Shadows
- Diretto da: Takeshi Iwata, Susumu Sugai, Masayuki Uemoto
- Scritto da: Greg Johnson, Craig Kyle

### Trama
Il continente australiano è invaso dai potenti e feroci mostri chiamati Kaiju e i giovani Hayley e Taylor Travis vengono lasciati indietro mentre i loro genitori, due piloti Jaeger, partono per trovare aiuto a Sydney con il loro Jaeger. Cinque anni dopo, i sopravvissuti hanno costruito una comunità autosufficiente nel deserto. Un giorno, Hayley trova accidentalmente un vecchio Jaeger di addestramento Mk III chiamato Atlas Destroyer ma, quando lo accende, attrae un enorme Kaiju venato di rosso, un categoria IV con nome in codice Copperhead, il quale distrugge l'insediamento, uccidendo tutti i suoi occupanti. Riuscendo a malapena a scappare, Hayley e Taylor decidono di prendere lo Jaeger e cercare di raggiungere Sydney.

## Nell'oscurità
- Titolo originale: Into the Black
- Diretto da: Takeshi Iwata, Susumu Sugai
- Scritto da: Greg Johnson, Craig Kyle

### Trama
Hayley e Taylor imparano gradualmente a pilotare Atlas Destroyer con l'aiuto della sua intelligenza artificiale a bordo, chiamata Loa, e lasciano l'insediamento. Raggiungono la città di Meridian, ma le celle energetiche dello Jaeger sono esaurite. Durante la ricerca a piedi di nuove celle energetiche, vengono attaccati da dei Kaiju, molto simili ad un cane, alcuni dei quali vengono catturati e mangiati da un mostro torreggiante che assomiglia a un incrocio tra un Kaiju e uno Jaeger. Mentre sono lì, incontrano un misterioso ragazzino dai capelli d'argento racchiuso in una camera di fluido e decidono di portarlo con loro, a cui viene dato il nome Boy. Nonostante abbiano trovano una cella di potenza, quest'ultima viene danneggiata durante la fuga dalla città, costringendo i due a cercarne un'altra.

## Bogan
- Titolo originale: Bogan
- Diretto da: Masayuki Uemoto
- Scritto da: Greg Johnson, Craig Kyle

### Trama
Hayley, Taylor e il bambino muto Boy vedono altri quattro umani in lontananza vicino a un fiume che sembrano raccogliere uova di Kaiju. Boy corre verso di loro ma viene rilevato da un anfibio Kaiju, la madre delle uova, che lascia l'acqua. Attacca e mangia due dei pezzi di uova prima che gli altri lo distruggano con una granata a propulsione a razzo. I sopravvissuti, Mei e Rickter, portano Hayley, Taylor e Boy al loro campo mobile, chiamato Bogan. Il leader, Shane, scambia le uova di Kaiju con un uomo chiamato la squadra di Ferno per parti di Jaeger, comprese le celle energetiche. Ferno poi cede le uova a un misterioso gruppo chiamato le "Sorelle" che vive in collina. Il commercio viene interrotto da una colluttazione tra Hayley, Taylor e Rickter, che si traduce in uno scontro a fuoco. Alla fine, Shane distrugge le uova ma mantiene le parti, costringendo Ferno ad andarsene.

## In funzione
- Titolo originale: Up and Running
- Diretto da: Susumu Sugai
- Scritto da: Paul Giacoppo

### Trama
Taylor si sveglia e trova l'accampamento di Bogan diretto a Meridian per recuperare Atlas Destroyer. Usano una cella di alimentazione per riavviare Atlas e il loro tecnico, Joel Wyrick, cerca di collaborare con altri membri di Bogan che non hanno l'addestramento alla deriva, ma falliscono tutti, con conseguente danno neurale a Joel. Nel frattempo, lo schema energetico del Jaeger avvisa Copperhead, che si dirige nella loro direzione. Shane ordina a Taylor di fare da copilota ad Atlas con Mei. La loro sincronizzazione è incompleta e quando Taylor cerca di combattere il Kaiju, rimuove e divora il braccio destro del Jaeger. Taylor e Mei conducono Atlas in un campo minato dove Spyder riesce a far esplodere le mine che rendono il Kaiju privo di sensi. Shane è arrabbiato per il danno causato ad Atlas e ordina ad Hayley, Taylor e Boy di andarsene senza il loro Jaeger.

## Fuga da Bogan
- Titolo originale: Escaping Bogan
- Diretto da: Masayuki Uemoto
- Scritto da: Nicole Dubuc

### Trama
Mei sospetta che Shane abbia intenzione di uccidere il gruppo di Travis (Hayley, Taylor e Boy) e li avverte di andarsene prima dell'alba. Shane ordina a Joel di rendere operativo lo Jaeger, ma il suo danno cerebrale dal tentativo fallito di andare alla deriva con altri potenziali co-piloti Bogan lo ostacola. Shane manda Rickter ad uccidere il gruppo di Travis e, durante una lotta, spara a Boy senza alcun effetto apparente. Mei arriva e uccide Rickter, quindi riporta Taylor di nascosto in Atlas in modo che possa pilotarlo, tuttavia Hayley e Boy vengono riconquistati. Joel suggerisce a Taylor di pilotare lo Jaegar stesso usando la rischiosa manovra del "pilotaggio fantasma" con i ricordi di un ex pilota. Taylor riesce usando i ricordi del Ranger Hercules Hansen e usa Atlas per salvare Hayley e Boy. Poi raccoglie Mei, ma crolla per l'esaurimento così Hayley e Mei pilotano Atlas insieme. Shane chiama Mei con il suo walkie-talkie, ma Joel risponde e Shane fa esplodere il dispositivo, uccidendolo.

## Cimitero
- Titolo originale: Boneyard
- Diretto da: Susumu Sugai
- Scritto da: Paul Giacoppo

### Trama
Dopo che Mei ha lasciato il gruppo una volta che ha seppellito Joel, iniziano a verificarsi voragini elettrificate chiamate "Violazioni", e Atlas inizia a cadere in una di esse. Taylor e Hayley salgono a bordo e riescono a estrarre Atlas. Boy si separa, ma lo trovano in un cimitero con resti scheletrici di diversi Kaiju: Leatherbacks, Slatterns e Mutavores. Ci sono anche Jaegers distrutti: November Ajax, Valor Omega, Titan Redeemer e 23 droni della Guerra della Rivolta. Dopo aver visto un Jaeger abbattuto di nome Horizon Bravo, Loa soffre di un problema tecnico e si spegne temporaneamente. I Travis trovano Boy vicino a un'altra breccia, ma un Kaiju di tipo Acidquill di categoria III emerge da un abisso. Attacca Atlas ma il Kaiju-mech di Meridian appare e lo uccide. Boy sembra essere in grado di comunicare con il Kaiju-mecha e crea un ponte neurale attraverso il quale i Travis vedono elementi della Guerra della Rivolta; un tempo in cui le cellule cerebrali di Kaiju infettavano il robot Jaegers. La creatura, chiamata Apex, è apparentemente l'unico robot sopravvissuto; si è evoluto in una singola unità bio-mecha che non ha alleanze. Ha stabilito una connessione mentale con Boy in Meridian e stabilisce che i Travis sono amici di Boy. Apex recupera un braccio Jaeger dal rottame e lo consegna ad Atlas. Dopo che Taylor e Hayley hanno installato il braccio, che proviene da un Mk. IV Jaeger chiamato Chaos Nemesis, scoprono che contiene un'arma a catena di sciabola in acciaio al vanadio. Apex inizia a nutrirsi del defunto Kaiju mentre Boy si unisce finalmente con la dolce Hayley e Taylor in Atlas.

## Resa dei conti
- Titolo originale: Showdown
- Diretto da: Masayuki Uemoto
- Scritto da: Greg Johnson, Craig Kyle

### Trama
Taylor chiede a Loa ulteriori informazioni sulla Guerra di Rivolta e sul motivo per cui ha avuto un glitch alla vista di Horizon Bravo, ma si rifiuta di approfondire. Loa rileva i segnali di uno Jaeger sconosciuto dalla città di Clayton, quindi portano Atlas lì. Quando arrivano, trovano Mei e tutti si prendono un po' di tempo per rilassarsi insieme in un bar, tuttavia Mei ricorda gli eventi infelici lì quando ha incontrato Shane per la prima volta e il suo umore cambia. Durante l'esplorazione, i Travis trovano il relitto di Hunter Vertigo, lo Jaeger dei loro genitori. Entrano nel portello e accedono agli ultimi messaggi lasciati dai loro genitori, Rangers Ford e Brina Travis, mentre venivano attaccati dai Kaiju. I ragazzi se ne vanno, ma scoprono che Copperhead ha rintracciato, attaccato e rovesciato Atlas, quindi li attacca, ferendo Hayley. Taylor e Mei entrano in Atlas, mentre Boy rimane per difendere la dolce Hayley. Mentre il Kaiju carica, Boy si trasforma in un enorme Kaiju umanoide dalle venature blu e attacca Copperhead, ma viene sepolto sotto tonnellate di macerie. Atlas arriva e usa la sua catena di sciabola per attaccare e ferire Copperhead. Nel frattempo, Hayley ha sbloccato un missile nucleare a Hunter e lo spara contro il mostro, distruggendolo completamente. Ritorna dal Kaiju Boy che è ancora intrappolato ma vivo. Taylor si rende conto che i Precursori, i creatori del Kaiju, possono rendere i Kaiju simili a umani. Sui tetti in alto, una misteriosa setta delle Sorelle appare e dichiara che il Messia Kaiju è arrivato.